# Quercus hypoxantha
Quercus hypoxantha és una espècie de roure de la família de les Fagàcies. Està a dins de la secció dels roures vermells del gènere Quercus. És un arbre endèmic de Mèxic, que és rar de trobar, i es troba concretament als estats de Coahuila i Nuevo León, entre els 2100 i els 2950 m d'altitud.
Quercus hypoxantha és un petit arbre semiperennifoli, que en general fa menys 3 metres d'alçada. L'escorça és llisa, grisa. Les branquetes són primes, fines d'1 mm de diàmetre, més o menys glabrescents, amb brots molt petits d'entre 1 a 2 mm de llarg, arrodonits, glabres, amb escates ciliades. Les fulles fan entre 2-5 cm de llarg i entre 1 a 4 d'ample, obovals a àmpliament el·líptiques. L'àpex és agut, base variable, generalment rodona, de vegades cordada o cuneïforme, marge ondulat, amb 3-4 (-6) dents afilades, aspra per sota, densa, rasposa, pubescent, groga, de vegades desapareix amb l'edat. Aquesta pubescència està fet només de pèls fasciculats, i està present en tota la superfície, incloent-hi en els 5-6 parells de venes. El pecíol fa 0,5 cm de llarg, de color vermellós, convertint glabre. Les glans són ovoides, d'1-1,5 cm de llarg, solitàries en un peduncle llarg de 2 a 5 mm. La tassa de mitja canya amb escates arrodonides, tomentoses, tassa adjuntant mitjà de la nou. Les glans maduren als 2 anys; cotilèdons lliures.